# 乔伊·奇克
乔伊·奇克（英語：Joey Cheek，1979年6月22日—），美国男子速度滑冰运动员。他曾代表美国参加2002年和2006年冬季奥运会速度滑冰比赛，共获得1枚金牌、1枚银牌和1枚铜牌。